# جيني لانغ
جيني لانغ (بالصينية: 郎平) (و. 1960  م) هي لاعبة كرة طائرة، ولاعبة كرة طائرة شاطئية، ومدربة كرة الطائرة، من جمهورية الصين الشعبية، ولدت في بكين، شاركت في الألعاب الأولمبية الصيفية 1984.

## التعليم
تعلمت في جامعة نيومكسيكو.

## روابط خارجية
- جيني لانغ على موقع عالم الكرة الطائرة (الإنجليزية)
- جيني لانغ على موقع أوليمبيديا (الإنجليزية)
- جيني لانغ على موقع اللجنة الأولمبية الصينية (الإنجليزية)